# Wikimapia
Wikimapia es una mashup gratuita que combina los mapas del buscador Google con un sistema wiki, permitiendo a los usuarios añadir información en forma de notas a cualquier región o localidad del planeta.

## Creación
Wikimapia fue creada por Alexandre Koriakine y Evgeniy Saveliev. Este proyecto fue lanzado al público el 24 de mayo del 2006, con el objetivo de que "describamos todo el planeta Tierra".

## Características
Wikimapia no está directamente relacionada con Wikipedia o la Fundación Wikimedia. No obstante, en su sitio web dice que "fue inspirada por Wikipedia".[cita requerida] A diferencia de otros wiki-sistemas, Wikimapia no tiene una jerarquía administrativa. Todos los contribuyentes editan o corrigen de manera anónima y no hay un mecanismo supervisor o disciplinario aplicable a usuarios problemáticos.
Wikimapia permite que sus contribuyentes añadan "puntos activos" (hotspots) a cualquier mapa, demarcados por rectángulos (dentro de una longitud máxima de 20 kilómetros, por cualquiera de sus lados) wiki-enlazados mediante una nota que suministre información sobre la localidad referida. Las notas pueden escribirse en cualquiera de los 36 idiomas sustentados actualmente, y pueden ser modificadas por cualquier contribuyente, tal como en una wiki. 
Los enlaces se activan mediante clics dentro de cualquier rectángulo. Una de las características de Wikimapia es su visor "automóvil" que permite hacer aumentos hacia dentro y hacia fuera sobre las áreas, para reducirlas o agrandarlas, respectivamente. Y se puede utilizar para explorar, tanto los mapas, como las fotografías satelitales. 
Wikimapia se puede incorporar a cualquier sitio en Internet. Se abre Wikimapia, se selecciona la opción deseada y se elige "Mapa en su PÁGINA" del menú. El usuario luego selecciona las coordenadas del mapa e inserta el código HTML indicado en el sitio.

### En redes sociales
- WikiMapia en Facebook
- Wikimapia Team en Instagram (en inglés)

- Datos: Q187491
- Multimedia: Wikimapia / Q187491